# Parti islamique du Turkestan
Le  Parti islamique du Turkestan (PIT), anciennement jusqu'en 1999 Mouvement islamique du Turkestan oriental (MITO) (Doğu Türkistan İslâm Hareketi[pas clair], anglais : East Turkestan Islamic Movement, ETIM) est une organisation militaire et terroriste, d'idéologie salafiste djihadiste, active en Chine, au Pakistan et en Syrie lors de la guerre civile syrienne. Influencé par le succès des moudjahidines contre la guerre soviétique en Afghanistan pendant la guerre froide, le PIT est devenu important en 1990 lors du Combat de Baren.

## Drapeaux

Drapeau du Parti islamique du Turkestan.
Drapeau du Parti islamique du Turkestan en Syrie.
Logo du Parti islamique du Turkestan.

## Histoire

### Asie du Sud-Est
Le Mouvement islamique du Turkestan oriental est fondé en 1997 par Hasan Mahsum (en) et Abudukadir Yapuquan. Dès 1998, le groupe se réfugie en Afghanistan, alors dominé par les talibans, et noue des liens avec al-Qaïda et le Mouvement islamique d'Ouzbékistan. Les combattants du MITO bénéficient alors d'une instruction militaire dans les camps d'entraînement afghans.
En 2002, le gouvernement chinois affirme qu'Hasan Mahsum a obtenu un financement d'Al-Qaïda pour ses activités terroristes après une rencontre avec Oussama ben Laden en 1999. Le rapport dit également que le MITO commandait une formation connue sous le nom d'« armée du Turkestan » qui incorporait notamment « un bataillon chinois de 320 terroristes du Xinjiang ». Selon l'Institut Asie centrale-Caucase, cette dernière affirmation est certainement exagérée étant donné la taille relativement réduite de l'organisation. La plupart des experts s'accordent à dire que des centaines d'Ouïghours ont quitté la Chine pour rejoindre les rangs d'Al-Qaïda et les Talibans en Afghanistan, mais certains spécialistes de la Chine doutent que le MITO entretienne aujourd'hui des liens significatifs avec le réseau de Ben Laden. Selon eux, le gouvernement chinois a une longue histoire de falsification des données derrière lui, et depuis le 11 septembre, a essayé à maintes reprises d'inscrire sa campagne contre les séparatistes ouïghours dans la guerre contre le terrorisme menée par les États-Unis.
En 2001, lors de l'Opération Enduring Freedom, des combattants du MITO combattent aux côtés d'al-Qaïda. Lors du conflit afghan, 22 combattants ouïghours sont capturés par l'armée américaine et transférés à Guantanamo Bay. Ces 22 Ouïghours ont tous été libérés par les États-Unis car aucune charge n'avait été retenue contre eux. Les derniers libérés, deux frères ouïghours, ont été accueillis dans le Jura en Suisse au printemps 2010.
Selon un rapport chinois publié en 2002, 200 attaques ont été menées dans le Xinjiang par le Mouvement islamique du Turkestan oriental entre 1997 et 2001, causant la mort de 162 personnes et ayant fait 440 blessés.
Le 9 mars 2008, le no 1 du parti communiste de la province de Xinjiang, voisine de l'Afghanistan et du Pakistan, révèle que la police a tué et arrêté à Ürümqi, la capitale de la province, plusieurs militants islamistes qui s'apprêtaient à organiser un attentat contre les Jeux olympiques de Pékin. L'opération s'est soldée par la mort de deux militants islamistes et l'arrestation de quinze autres. Cinq policiers ont été blessés lors de l'opération. Selon les premières informations, le groupe agissait sous les ordres du MITO. Pour les organisations humanitaires, le gouvernement chinois exagère délibérément la menace afin d'écraser toute forme de dissidence. Cependant pour la plupart des experts, le MITO pose une réelle menace terroriste bien que les avis divergent à cause du peu d'informations disponibles. Les divergences portent sur l'ampleur des activités du groupe et ses liens avec le terrorisme international.
Le 9 avril 2008, une vidéo mise sur un site islamiste par le Parti islamique du Turkestan montre l'assassinat de trois otages chinois. Selon l'agence américaine de renseignement Stratfor, le PIT est une autre dénomination du MITO. Stratfor confirme que l'organisation a renforcé sa présence sur internet en mettant en ligne des vidéos appelant au jihad des Ouïghours au Xinjiang. Pour Ben N. Venzke, directeur de l'agence américaine IntelCenter (en), spécialisée dans la surveillance du terrorisme, il n'est pas établi si le TIP et le MITO sont deux organisations distinctes ou un même groupe. Cependant leurs objectifs sont les mêmes.
Dans le Xinjiang, le Parti islamique du Turkestan revendique l'Attentat d'Ürümqi en 2014. Il a également revendiqué la responsabilité de l'Attentat de la place Tian'anmen de 2013 et mis en garde contre de futures attaques,.

### Syrie
Dès 2012, des djihadistes ouïgours commencent à prendre part à la guerre civile syrienne en transitant par la Turquie qui facilite leur arrivée sur le sol syrien.
En février 2013, le Parti islamique du Turkestan lance un appel au djihad en Syrie.
Début 2017, le mouvement compte environ 1 000 combattants dans ce pays,. Fin 2018, l'Observatoire syrien des droits de l'homme (OSDH) estime que le groupe compte 7 000 hommes. En plus des Ouïgours, le PIT compte également dans ses rangs des Syriens ainsi que des djihadistes étrangers, dont quelques Français.
Il est essentiellement présent dans le gouvernorat d'Idleb, et en particulier près de Jisr al-Choghour, dans le village de Zanbaq où de nombreuses familles ouïgoures s'établissent. D'autres s'installent à Ariha, et dans le Jebel al-Zawiya (en). En plus de la région d'Idleb, les forces du Parti islamique du Turkestan sont présentes dans le gouvernorat d'Alep, le gouvernorat de Lattaquié et le gouvernorat de Hama. En 2013, elles combattent aux côtés du Front al-Nosra dans les gouvernorats de Raqqa, Hassaké et Alep. En 2015, le PIT est engagé dans la bataille de Jisr al-Choghour — où il perd au moins 20 combattants dont son chef, Abou Ridha al-Turkestani — à la bataille de Sahl al-Ghab et à la bataille d'Abou Douhour. En mai 2016, le PIT intègre l'Armée de la conquête, puis il prend part à la bataille de Khan Touman. Les forces du Parti islamique du Turkestan participent aussi à la bataille d'Alep, présentes à l'extérieur de la ville elles prennent part aux offensives menées par les rebelles pour tenter de briser le siège imposé par les loyalistes entre l'été et l'hiver 2016. Lors de ces combats, le groupe fait usage de kamikazes et d'enfants soldats.
En 2020, les forces ouïghoures sont estimées à environ 3 000 combattants. Elles resistent à l’armée syrienne dans le Jabal Kabane.
En 2024, après de brèves combats contre contre l'Armée arabe syrienne, ils prennent Lattaquié et défilent dans les rues.

## Idéologie
Le Parti islamique du Turkestan est proche d'al-Qaïda,,. Son objectif est d'établir un État islamique ou un califat dans le Turkestan oriental,. Il est en conflit avec l'organisation État islamique, qui dans une vidéo publiée le 27 février 2017 — la première adressée aux Ouïghours du Xinjiang — qualifie le Parti islamique du Turkestan d'« apostat »,,. En juin 2016, Abdul Haq al-Turkistani, l'émir du Parti islamique du Turkestan, annonce dans une vidéo qu'il rejette le califat de l'État islamique qu'il qualifie d'« illégitime », il condamne également ses anciens alliés du Mouvement islamique d'Ouzbékistan, ralliés à l'EI,.

## Commandement
Le fondateur du groupe, Hasan Mahsum (en), est tué le 2 octobre 2003 lors d'un raid de l'armée pakistanaise sur des camps d'Al-Qaïda,. Le deuxième émir du groupe, Abdul Haq al-Turkistani, est annoncé tué au Pakistan le 14 février 2010, dans l'attaque d'un drone américain contre le village de Zor Babar Aidak, près de Mir Ali, au Nord-Waziristan,. Abdul Shakoor al-Turkistani lui succède, mais il meurt en août 2012 au Pakistan. Le commandement revient ensuite à Abdullah Mansour. Cependant, Abdul Haq al-Turkistani réapparaît en juin 2016. Le Parti islamique du Turkestan affirme qu'il avait été non pas tué mais grièvement blessé dans le bombardement américain de 2010 et qu'il a repris la direction du groupe en 2014, après avoir récupéré de ses blessures,,.
Les troupes du PIT en Syrie sont dirigées par Abou Ridha al-Turkestani, jusqu'à sa mort en 2015 à la bataille de Jisr al-Choghour.

## Communication
Le Parti islamique du Turkestan dispose d'une branche média ; « Islam Awazi » et à partir de 2008 d'un magazine ; « Turkestan Islamique »,.

## Désignation comme organisation terroriste
Le Parti islamique du Turkestan est placé sur la liste officielle des groupes terroristes de la république populaire de Chine, des États-Unis, du Kazakhstan, du Kirghizistan, des Émirats arabes unis, de la Russie, du Royaume-Uni et de l'Union européenne. Le 11 septembre 2002, les Nations unies ont classé le mouvement comme étant proche d'Al-Qaida.
L’administration Trump décide en novembre 2020 de le retirer de sa liste d'organisations terroristes.

## Culture populaire
- Le Parti islamique du Turkestan est l'antagoniste principal de la première moitié de la campagne du jeu vidéo Operation Flashpoint: Red River, avant d'être remplacé par l'Armée populaire de libération.